# Giuseppe e la moglie di Putifarre

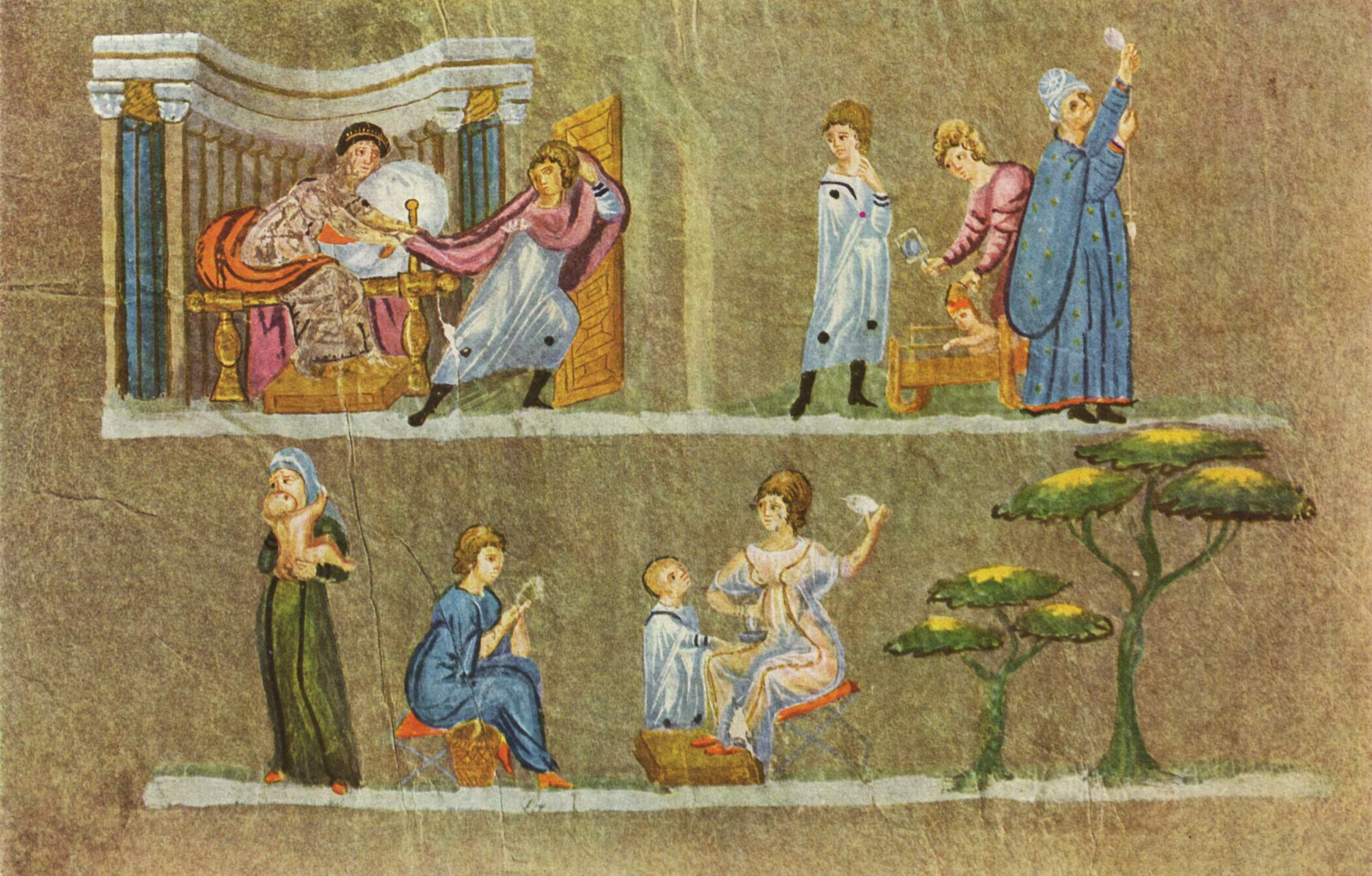
L'episodio rappresentato nella Genesi di Vienna, conservata alla Biblioteca nazionale austriaca.

Giuseppe e la moglie di Putifarre (in ebraico יוסף ואשת פוטיפר‎?, Yoséf wāʾēšt Pōṭīfar) è un episodio biblico tratto dal libro della Genesi, così come dalla dodicesima sura del Corano (Yūsuf).
Riprendendo il corso degli eventi dopo aver evocato le stravaganze di Giuda, la storia narra i doveri di Giuseppe in Egitto. Venduto come schiavo a Putifarre, capo delle guardie del re d'Egitto, Giuseppe si vide benedetto da Dio come i suoi padri prima di lui salendo rapidamente nella gerarchia domestica e suscitando il desiderio della moglie del suo padrone. Dopo aver tentato di sedurlo, lo diffamò accusandolo di averla voluta violentare facendolo quindi imprigionare.
Questo racconto, rappresentando un motivo diffuso in molte culture, ha a sua volta generato molte elaborazioni nell'ebraismo, nel cristianesimo e nell'islam assumendo ogni volta delle forme nuove. Ispirò numerose opere d'arte.

## Tema

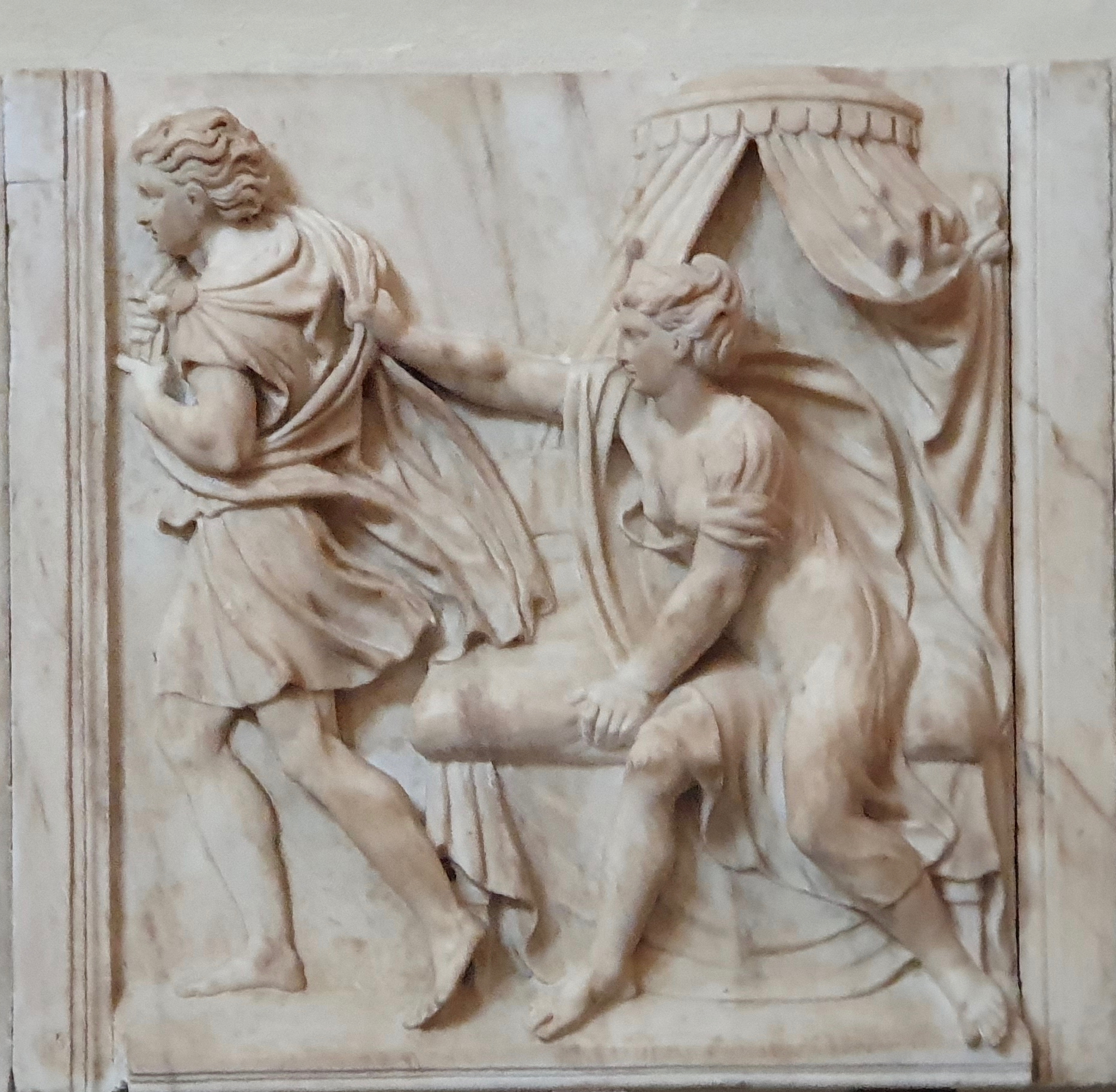
Properzia de' Rossi, Giuseppe e la moglie di Putifarre, 1520, Bologna.

Il racconto biblico (Genesi 39,6-20) parla di Giuseppe (il figlio di Giacobbe), venduto come schiavo in Egitto, dove ha come padrone un ufficiale del faraone chiamato Putifarre. Tuttavia, la moglie di Putifarre tenta di sedurre Giuseppe, che rifiuta le sue proposte. Ella allora lo accusa di tentata violenza. Putifarre, che le crede sulla parola, fa imprigionare Giuseppe. Questi rimarrà in prigione per due anni, fino a che il faraone non riconoscerà il suo valore e gli darà il comando dell'Egitto (Genesi 41:37-43). Questo intrigo sembra ispirato a quello del celebre racconto dell'Egitto antico intitolato "Storia dei due fratelli", dove una donna prova a sedurre un uomo e in seguito al suo rifiuto lo ferisce, sostenendo che lui avrebbe tentato di avere un rapporto con lei. Sono presenti delle somiglianze anche nella mitologia greca con la storia di Stenebea che si invaghisce di Bellerofonte.

## Interpretazioni

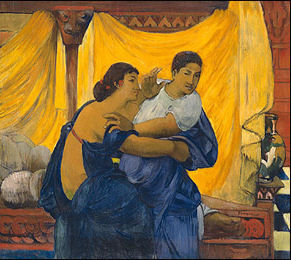
Paul Gauguin, Giuseppe e la moglie di Putifarre, 1896, collezione privata.

La moglie di Putifarre non ha un nome nella Bibbia e neppure nella tradizione cristiana. Al contrario, un midrash intitolato Sefer haYashar riecheggia dei racconti medioevali che le danno il nome Zuleika.
Ella non viene citata per nome nemmeno nel Corano, ma delle tradizioni musulmane del Medioevo la chiamano ugualmente Zuleika. La scena del suo tentativo di seduzione compare in diverse miniature persiane, soprattutto del Behzād, e venne ripresa dal poeta Giami.
Le sue tendenze adultere sono spiegate abitualmente dal fatto che suo marito potrebbe essere stato un eunuco, un'ipotesi ripresa da Thomas Mann nel suo romanzo Giuseppe in Egitto (1936). In questa terza parte della sua tetralogia Giuseppe e i suoi fratelli, Mann raffigurò il declino di una sposa dapprima esemplare e poi consumata poco a poco da una passione morbosa. In quest'opera letteraria il personaggio si chiama Mut-em-enet.

## Nelle arti

### Pittura e scultura

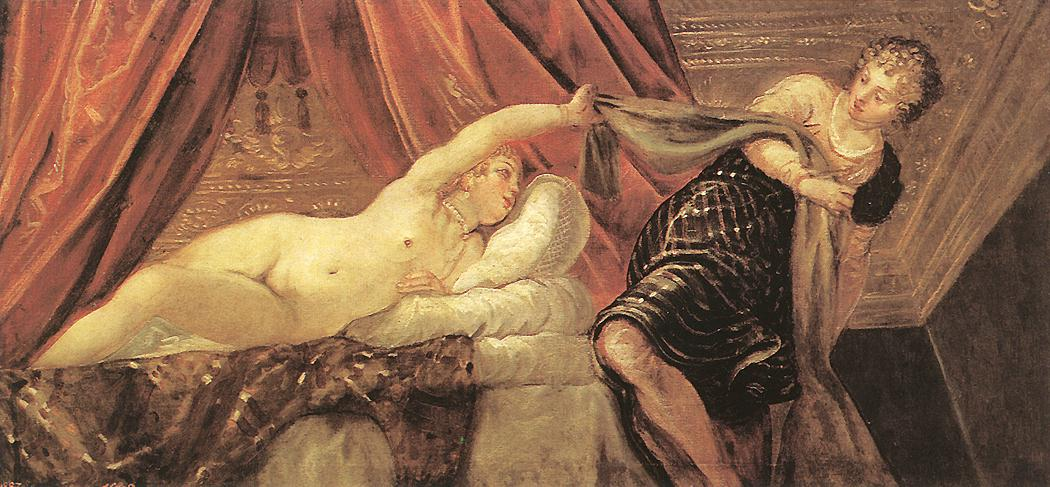
Tintoretto, Giuseppe e la moglie di Putifarre, 1555, museo del Prado, Madrid.

Il capitolo 39 del libro della Genesi è stato rappresentato da molti maestri dell'arte cristiana, almeno dalla Genesi di Vienna (prima metà del sesto secolo) fino alla Cronaca di Norimberga (1493). Sculture, affreschi, vetrate e luminarie evocano il tema nelle cattedrali di Bourges, Tours, Rouen e Chartres. In quest'ultimo caso, la moglie di Putifarre, sullo zoccolo della statua di Giuseppe sul portale a nord, tende l'orecchio verso un drago che le predica l'infedeltà.
Nel campo della pittura e dell'incisione, oltre alla scuola di Fontainebleau, si possono citare Luca da Leida, il Tintoretto, Ludovico Cigoli, Lionello Spada, Orazio Gentileschi, Guido Reni, Battistello Caracciolo, Paolo Finoglio, Carlo Francesco Nuvolone, Murillo, il Guercino, Rembrandt, Artemisia Gentileschi, Francesco Solimena, Nattier, Noël Hallé, Fragonard, Gauguin... In ambito scultoreo uno degli esempi più antichi si deve a Properzia de' Rossi. Alcuni di loro (come Rembrandt van Rijn) hanno affrontato più volte questo soggetto, che è uno dei classici dell'arte erotica.

### Musica
Richard Strauss compose tra il 1912 e il 1914 la musica di un balletto in un atto, La leggenda di Giuseppe (Josephslegende, op. 63), ispirato dalla storia di Giuseppe e della moglie di Putifarre, su un libretto di Hofmannsthal e Harry Kessler. Destinata ai balletti russi di Serge de Diaghilev, l'opera venne messa in scena all'Opéra di Parigi il 14 maggio 1914 con Léonide Massine nel ruolo del protagonista, e non Nižinskij, già impegnato con Diaghilev.

## Galleria d'immagini

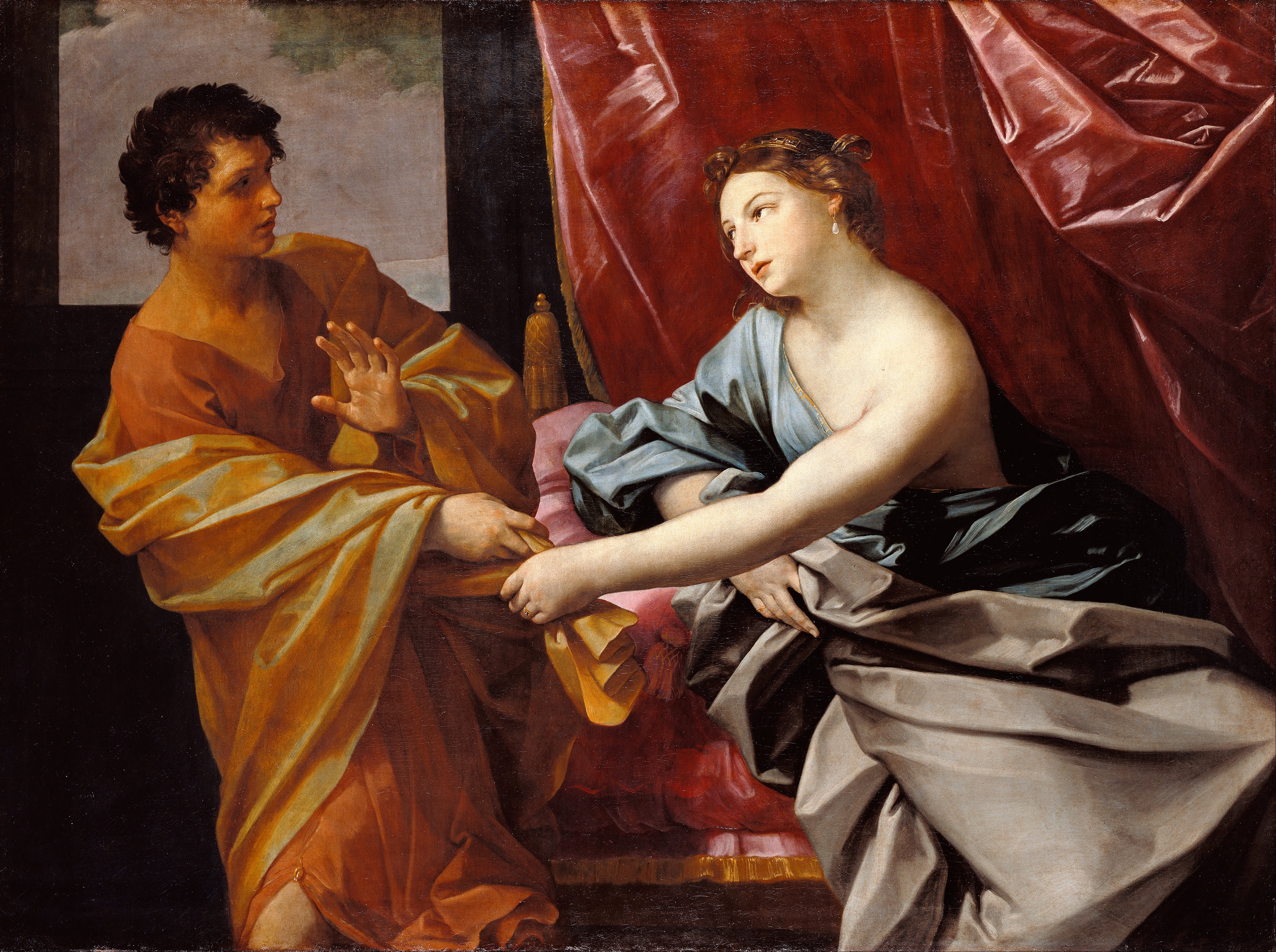
Guido Reni, 1630 circa
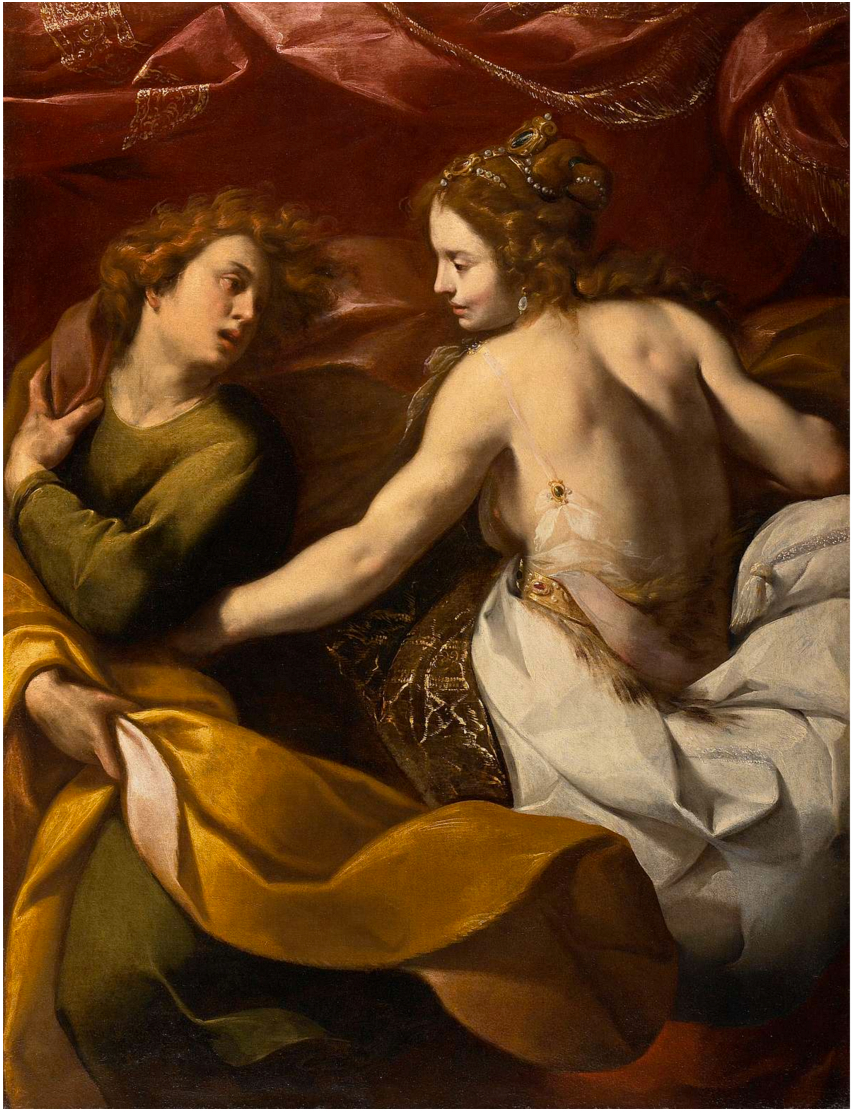
Carlo Francesco Nuvolone, 1640 circa
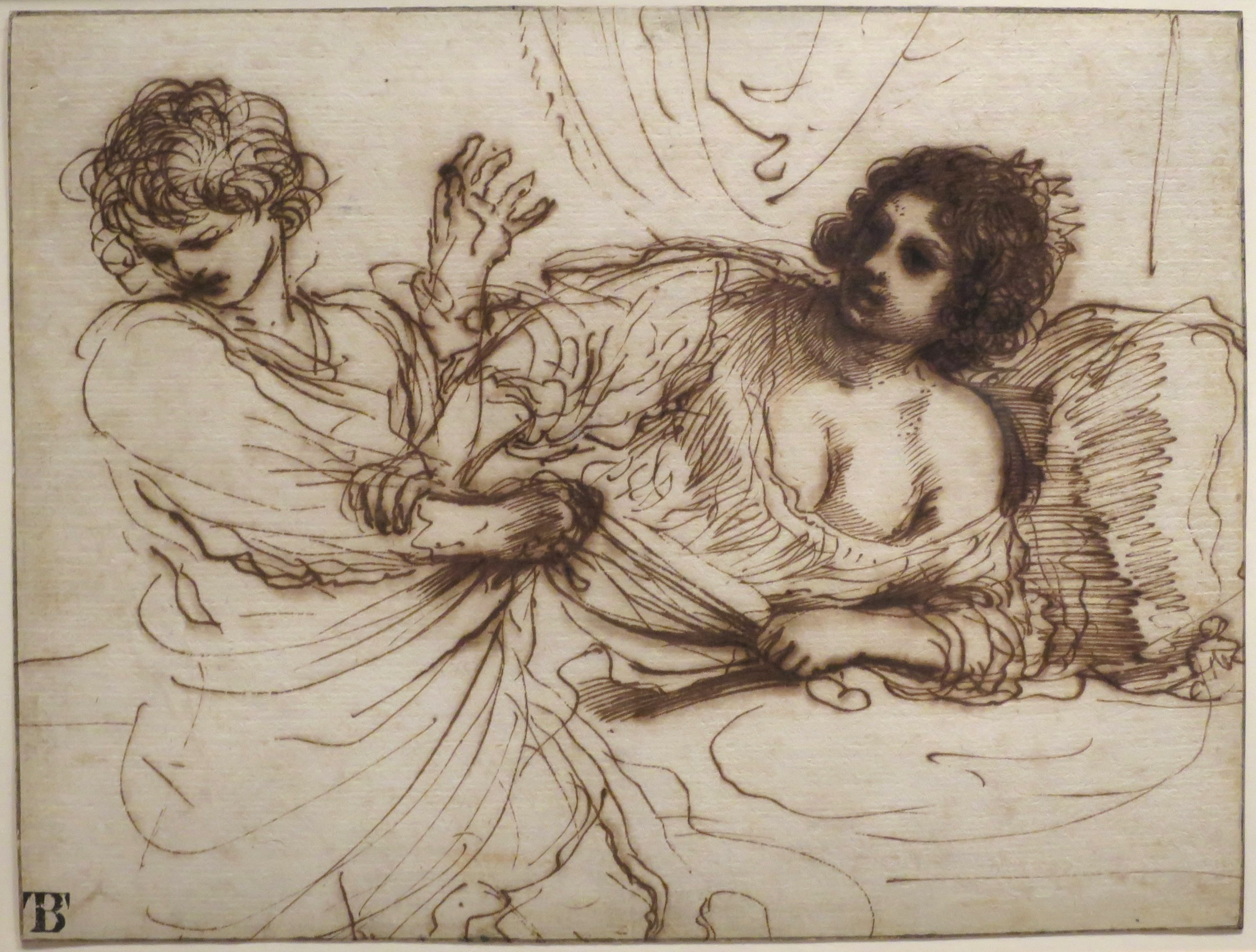
Guercino, 1649
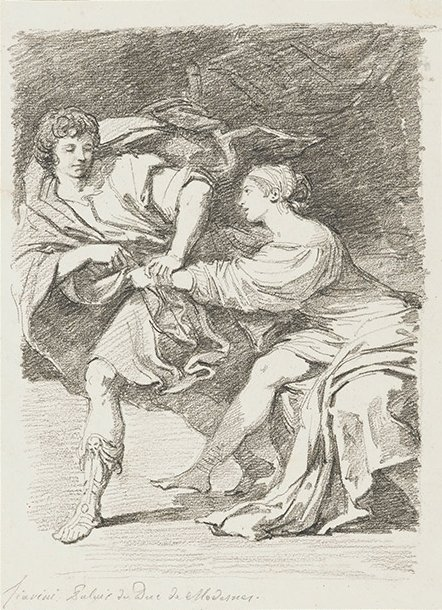
Jean-Honoré Fragonard, 1760-1761